# VС Barkom-Kazhany
O Volleyball Сlub Barkom-Kazhany (em ucraniano:  ВК Барком-Кажани), é um clube de voleibol masculino ucraniano com sede na cidade de Lviv, na Oblast de Lviv. Atualmente o clube disputa a PlusLiga, a primeira divisão do campeonato polonês.

## Histórico
O VС Barkom-Kazhany foi fundado na cidade de Lviv, no ano de 2009. Na temporada 2009–10, a equipe participou do campeonato da principal liga amadora da Ucrânia, onde conquistou o 1º lugar. Na temporada 2010–11, o clube estreou na 1ª Liga (terceiro divisão), onde terminou a competição em 5.º lugar. Na temporada seguinte, conquistou o campeonato da 1ª Liga, sendo promovido à segunda divisão para a temporada posterior, onde sagrou-se campeão obtendo o direito a disputar a primeira divisão em 2013 após alteração da estrutura do campeonato.
O mês de maio de 2013 foi significativo para o clube, que ficou marcado pelo ingresso da equipe na Superliga Ucraniana (primeira divisão). Tal avanço esportivo tornou-se possível graças à vitória dos residentes de Lviv em duas partidas de transição. Em 13 de maio, Barkom derrotou o Yurydychna Akademiya Kharkiv por 3–1. Os residentes de Lviv também não cederam aos adversários na partida de volta, onde fechou o jogo por 3–2. Assim, o "Barkomivtsi" tornou-se a primeira equipe de voleibol da região de Lviv, que nos últimos 20 anos chegou à divisão mais alta do voleibol.
Na temporada 2016–17, Barkom-Kazany conquistou o vice-campeonato da Ucrânia, a Copa da Ucrânia e a Supercopa Ucraniana. A equipe também fez sua estreia em competições europeias, onde foi eliminado na primeira rodada pelo sérvio Vojvodina NS Seme Novi Sad por 15–13 no golden set.
Na temporada 2017–18, Barkom conquistou sua segunda Copa da Ucrânia e o primeiro Campeonato Ucraniano de sua história. Nas competições europeias, chegou às oitavas de final da Taça CEV, onde voltou a ser eliminado novamente pelos sérvios da Vojvodina NS seme Novi Sad.
Na temporada 2020–21, o clube preto-laranja participou pela primeira vez da Taça Challenge. Após perder a primeira partida em casa por 3–2 para o romeno Dinamo București, o Barkom-Kazhany se ausentou da segunda partida que seria realizado na Romênia devido a um surto de COVID-19 na equipe ucraniana, sendo assim desqualificada e caindo nas décimas sextas de final. Na mesma temporada, o clube triunfou o tricampeonato do Campeonato Ucraniano, e o tetracampeonato da Copa da Ucrânia e da Supercopa Ucraniana.
Em 24 de fevereiro de 2022, devido aos conflitos armados entre Ucrânia e Rússia, a Federação Ucraniana de Voleibol (FVU) suspendeu os jogos do Campeonato Ucraniano da temporada de 2021–22 por tempo indeterminado. Em 17 de maio do mesmo ano, a associação aprovou a decisão de encerrar o campeonato antecipadamente, atribuindo ao Barkom o vice-campeonato da edição por ter finalizado a fase classificatória em 2.º lugar. Dois meses antes, o então presidente do clube, Oleg Vladyslavovich Baran, se reuniu com o Conselho Fiscal da Liga Polonesa de Voleibol (em polonês/polaco:  Polska Liga Siatkówki, PLS) para habilitar a inserção do clube ucraniano na primeira divisão do campeonato polonês. Após três meses de análises ao processo de admissão do clube ucraniano na liga polonesa, o Conselho de Supervisão da PLS adotou por unanimidade uma resolução permitindo que o Volleyball Сlub Barkom-Kazhany atuasse no campeonato polonês na temporada 2022–23, com o mando de quadra no Hala Widowiskowo-Sportowa Suche Stawy, na cidade da Cracóvia. Apesar da admissão, devido as regras previamente estabelicidas, o Barkom-Kazhany estaria apto a disputar as medalhas do campeonato polonês, no entanto, a possibilidade de disputar vagas para as competições europeias foi limitada – mesmo que ocupasse uma vaga de qualificação ao término do campenato.
Em 2 de outubro, o clube ucraniano fez sua estreia na PlusLiga. A partida foi realizada na Ergo Arena, localizada na divisa entre Gdansk e Sopot, e contou com a presença da prefeita de Gdansk e do presidente da Câmara de Lviv. O Trefl Gdańsk – clube anfitrião da partida – venceu a equipe ucraniana por 3–0 com parciais de 25–18, 25–21 e 25–17. A equipe ucraniana conquistou sua primeira vitória da temporada na sétima rodada do primeiro turno, após vencer o PGE Skra Bełchatów por 3–2.

## Títulos
Campeonato Ucraniano
- Campeão: 2017–18, 2018–19, 2020–21
- Vice-campeão: 2016–2017, 2021–22

 Copa da Ucrânia
- Campeão: 2016–17, 2017–18, 2018–19, 2020–21
- Vice-campeão: 2015–16
- Terceiro lugar: 2019–20

 Supercopa Ucraniana
- Campeão: 2016, 2018, 2019, 2020
- Vice-campeão: 2017, 2021

## Elenco atual
Atletas selecionados para disputar a temporada 2022–23.
| Camisa                 | Nome               | Altura (m) | Posição    |
| ---------------------- | ------------------ | ---------- | ---------- |
| 1                      | Jonas Kvalen       | 1,96       | Ponteiro   |
| 3                      | Bohdan Mazenko     | 1,98       | Central    |
| 4                      | Oleh Shevchenko    | 1,94       | Ponteiro   |
| 6                      | Oleksii Holoven    | 1,96       | Levantador |
| 10                     | Andrii Zhukov      | 1,83       | Líbero     |
| 11                     | Dmytro Kanaiev     | 1,75       | Líbero     |
| 12                     | Vladyslav Shchurov | 2,07       | Central    |
| 13                     | Vasyl Tupchii      | 1,96       | Oposto     |
| 14                     | Illia Dovhyi       | 2,00       | Central    |
| 15                     | Volodymyr Tevkun   | 2,04       | Oposto     |
| 16                     | Vitalii Kucher     | 2,00       | Ponteiro   |
| 17                     | Murat Yenipazar    | 1,93       | Levantador |
| 22                     | Július Firkaľ      | 1,97       | Ponteiro   |
| 23                     | Tymur Tsmokalo     | 1,97       | Ponteiro   |
| 25                     | Artem Smoliar      | 2,09       | Central    |
| Técnico: Uģis Krastiņš |                    |            |            |